# Naissance en 1043
Naissance
- 1039
- 1040
- 1041
- 1042
- 1043
- 1044
- 1045
- 1046
- 1047

Cette page dresse une liste de personnalités nées au cours de l'année 1043 :
- Oria de San Millán, anachorète espagnole.
- Foulques IV d'Anjou, dit le Réchin ou le Querelleur, comte d'Anjou et de Tours.
- Furong Daokai (en), moine bouddhiste.
- Isaac ben Reuben Albargeloni (en), talmudiste espagnol.

date incertaine (naissance vers 1043)
- Rodrigo Diaz de Bivar, dit le Cid, ou El Cid Campeador, chevalier mercenaire chrétien, héros de la Reconquista.
- Sanche Ier d'Aragon, ou Sancho Ramirez, roi d'Aragon puis roi de Pampelune,

## Crédit d'auteurs
- Cet article est partiellement ou en totalité issu de l'article intitulé « 1043 » (voir la liste des auteurs).